# 大阪三菱ビルディング
大阪三菱ビルディング（おおさかみつびし-）は、大阪市北区堂島浜にかつてあったオフィスビルである。

## 概要
三菱銀行により建設され、三菱銀行や三菱商事などの三菱グループの大阪における拠点の一つであった。
御堂筋沿い、堂島川の北側（大江橋北詰）に位置する。御堂筋を挟んで向かい側には堂島ビルヂングがある。
なお、この場所にはかつて片岡安の設計により1919年に竣工した福徳生命保険本店が建っていた。
三菱銀行大阪支店が所在していたが、三菱東京UFJ銀行の大阪中央支店（共同店舗）となり、大阪東京銀行ビル、三菱東京UFJ銀行大阪ビル（旧三和銀行本店）に移転した。三菱東京UFJ銀行大阪ビルの建て替えの際には、2013年10月に当ビルに仮移転し、一時的ではあるが14年ぶりに出戻りという形になった。仮移転の店舗は、2018年8月に竣工した三菱東京UFJ銀行大阪ビル跡地建て替えの三菱UFJ銀行大阪ビルに戻った。

## 建て替え
2020年2月に三菱UFJ銀行が「オーエム4特定目的会社」に売却し、その後解体が着手された。大阪都市計画都市再生特別地区（堂島浜一丁目地区）が決定され、高さ147mのビルに建て替えられる旨が発表された。
2021年1月25日、オーエム4特定目的会社の出資者である三菱地所、三菱商事都市開発、積水ハウス及び三菱HCキャピタル（出資は子会社のMULリアルティインベストメントより）から建て替え計画の概要が発表された。2021年10月着工、2024年4月竣工予定、施工は竹中工務店で、地上32階、延床面積66,000㎡のオフィス（3～15 階）とホテル（17～31 階）の複合施設となる。ホテルは、カンデオ・ホスピタリティ・マネジメントのフラッグシップホテルが出店する。
建替え後の新ビル「大阪堂島浜タワー」は、2024年4月15日に竣工した。

## 交通
- 大江橋駅
- 淀屋橋駅